# Бонемерсе
Бонемерсе (італ. Bonemerse) — муніципалітет в Італії, у регіоні Ломбардія,  провінція Кремона.
Бонемерсе розташоване на відстані близько 410 км на північний захід від Рима, 80 км на південний схід від Мілана, 5 км на південний схід від Кремони.
Населення — 1528 осіб (2014).

## Демографія
Населення за роками:

Станом на 1 січня 2023 року в муніципалітеті офіційно проживало 59 іноземців з 12 країн, серед них 34 громадяни країн Євросоюзу та 1 громадянин України.

## Сусідні муніципалітети
- Кремона
- Маланьно
- П'єве-д'Ольмі
- Станьо-Ломбардо